# 里皮切尼鄉
47°57′N 27°9′E / 47.950°N 27.150°E
里皮切尼鄉（羅馬尼亞語：Comuna Ripiceni, Botoșani），是羅馬尼亞的鄉份，位於該國東北部，由博托沙尼縣負責管轄，面積53平方公里，海拔高度91米，2007年人口2,301，人口密度每平方公里44人。